# Dan Duščak
Dan Duščak (Menges, Ljubljana, 2 de julio de 2002) es un jugador de baloncesto esloveno que juega de base en el Oviedo Club Baloncesto de la Primera LEB, cedido por el Club Baloncesto Gran Canaria.

## Trayectoria
Nacido en Ljubljana, es un base formado en las categorías inferiores de KK Grosuplje hasta 2017, cuando se incorporó con 15 años al Real Madrid Baloncesto para jugar en categoría cadete. 
Desde 2018 a 2020, compaginaría el equipo junior del conjunto blanco con el Real Madrid Baloncesto "B" de Liga EBA.
El 3 de julio de 2020, firmó su primer contrato profesional con KK Cedevita Olimpija para disputar la ABA League y la Eurocup.
En la temporada 2021-22, disputaría cinco partidos de Eurocup promediando casi diez minutos en cada partido y sería cedido al KD Ilirija de la 1. A slovenska košarkarska liga.
El 13 de septiembre de 2022, firma por el Club Baloncesto Gran Canaria y sería asignado a su filial de la Liga LEB Plata.
El 6 de julio de 2023, firma por el Oviedo Club Baloncesto de la Liga LEB Oro, cedido por el Club Baloncesto Gran Canaria.

## Selección nacional
En 2022, formó parte de la selección de baloncesto de Eslovenia sub-20 en el Europeo de la categoría, promediando 7,1 puntos, 5,1 asistencias y 3,3 rebotes en el torneo.